# José J. Gómez Asencio
José Jesús Gómez Asencio (Estepa, Sevilla, 4 de mayo de 1953-Salamanca, 20 de marzo de 2022) fue un filólogo y gramático español. Catedrático de Lengua Española y Rector de la Universidad de Salamanca.

## Biografía
Nació en la localidad sevillana de Estepa, en un piso del edificio de las antiguas Escuelas Pías, ahora Museo Padre Martín Recio. Su padre, Juan Antonio Gómez Romero había llegado con su mujer, Pastora Asencio García y sus dos hijos Eduardo y Antonio a Estepa (1948), para incorporarse al puesto de jefe de los municipales, después de haber conseguido ese puesto por oposición. En Estepa nacieron dos hijos más, María del Carmen y José J. que fue el benjamín de los cuatro hermanos.

### Universidad de Salamanca
Tras completar sus primeros estudios en las llamadas escuelas de arriba y en los frailes, se trasladó primero a Sevilla, y finalmente a Salamanca donde se licenció (1975) y doctoró (1980) en Filología Románica en la Universidad de Salamanca.
En la Universidad de Salamanca desarrolló su carrera docente, ocupando diversos cargos: director de los Cursos Internacionales de la Universidad de Salamanca (1992-1995); fundador del máster universitario «La enseñanza de español como lengua extranjera» (título propio de la Universidad de Salamanca), siendo su director (enero de 1996- junio de 2003); fundador y codirector de la colección Forma. Formación de Formadores, publicación que recoge trabajos de investigación sobre diversos aspectos relacionados con la enseñanza y el aprendizaje del español como lengua extranjera; Catedrático de Lengua Española y Rector interino (2009), con la renuncia de José Ramón Alonso Peña.
Se casó con Eulalia Bombarelli.

### Asociaciones a las que pertenecía
- Presidente de la Sociedad Española de Historiografía Lingüística (2015-2019).
- Miembro correspondiente de la Real Academia Española por Castilla y León.

## Publicaciones
- Los principios de las gramáticas académicas (1771-1962)
- La economía de la enseñanza del español como lengua extranjera: oportunidades y retos
- Nebrija vive (2006, 2022)
- Aspectos de sintaxis del español
- Subclases de palabras en la tradición española: 1771-1847
- Gramática y categorías verbales en la tradición española: 1771-1847

## Distinciones
- Medalla de la Ciudad de Estepa (2016).[1]